# Edmé Bourgoin
Pour les articles homonymes, voir Bourgoin.
Edmé-Alfrède Bourgoin, né le 27 mai 1836 à Saint-Cyr et mort le 10 février 1897 à Paris, est un homme politique français, membre de l'Académie de médecine.

## Biographie
Docteur ès sciences, agrégé de la Faculté de médecine de Paris, professeur à l'École supérieure de pharmacie, et membre de l'Académie de médecine, Edmé Bourgoin devint en 1885 directeur de la Pharmacie centrale des hôpitaux. Il ne s'était occupé que de questions scientifiques et s'était acquis dans les milieux médicaux une place de premier plan, tant par ses travaux que par ses ouvrages, lorsqu'il fut soudain attiré par la politique à 57 ans. Il se présenta aux élections générales législatives du 20 août 1893, dans la circonscription de Vouziers, et fut élu au premier tour de scrutin, par 7 445 voix contre 6 075 au baron de Ladoucette.
Il mourut en cours de mandat, le 10 février 1897, à Paris.

## Publications
- Le Traité de l'Isomérie
- Principes de la classification des substances organiques
- Traité de pharmacie galénique (reçoit un encouragement de la part du comité du prix Barbier, assorti de 1 000 francs, en 1881[2])

## Sources
- « Edmé Bourgoin », dans le Dictionnaire des parlementaires français (1889-1940), sous la direction de Jean Jolly, PUF, 1960 [détail de l’édition]